# Homme-impossible
L’Homme-impossible (« Impossible Man » en VO) est un super-vilain évoluant dans l'univers Marvel de la maison d'édition Marvel Comics. Créé par le scénariste Stan Lee et le dessinateur Jack Kirby, le personnage de fiction apparaît pour la première fois dans le comic book Fantastic Four (vol. 1) #11 en février 1963.
Le personnage, un extraterrestre originaire de la planète Poppup, est souvent revenu animer les aventures d'autres héros de la Terre ; il a notamment souvent croisé la route des Quatre Fantastiques. Surnommé « Impy » par Ben Grimm (la Chose), celui-ci est devenu l'un de ses souffre-douleurs préférés. Le surnom « Impy » est non seulement un diminutif mais aussi un jeu de mots, « imp » en anglais signifiant « lutin malicieux » ou « diablotin ».

## Biographie du personnage

### Origines et parcours
L'Homme-impossible est un facétieux extraterrestre appartenant à la race des Poppupiens (Poppupians), qui partagent tous une conscience collective et le pouvoir de métamorphose. Il est né à Poppupoopu, sur la planète Poppup. Hédoniste, il est plus un farceur qu'un véritable méchant.
C'est un humanoïde dégingandé à la peau verte, aux yeux en amande, aux grandes oreilles pointues, et au crâne chauve et ovale. Il n'a que deux expressions à sa disposition : un sourire niais et une grimace boudeuse lorsqu'il s'ennuie. Il est vêtu d'un short à bretelles, de gants et de bottes mauves. Ces habits font partie de lui et il ne peut absolument pas changer leur couleur.
Présentant une variation mentale, l'Homme-impossible se transforma en vaisseau et quitta sa planète, arrivant très vite sur Terre. Il s'amusa à jouer des tours aux humains mais fut piégé par les Quatre Fantastiques qui lui firent croire que les terriens étaient ennuyeux. Il retourna vivre sur Poppup.
Quand Galactus, le Dévoreur de mondes, s'approcha de sa planète, l'Homme-impossible l'attira car il désirait que Galactus la détruise pour libérer son peuple de l'ennui. La conscience de sa race survécut à travers lui, en tant que son dernier représentant. N'ayant nulle part où aller, il retourna vivre sur Terre où il eut plusieurs aventures avec les Fantastiques.
Cependant, sa solitude, malgré le temps passé sur Terre le poussa à se reproduire. Il se sépara en deux pour créer la Femme-impossible, sa compagne. Ils clonèrent leurs enfants et partirent vivre dans l'espace.
Mais il revint seul sur Terre, expliquant que sa famille n'avait pas le même esprit que lui et qu'une course à l'artefact avait démarré pour prendre la tête de la famille. Il fut battu par les X-Men, puis les Nouveaux Mutants, grâce à Warlock qui le battit dans un défi de transformation, en changeant de couleur (ce que ne peut pas faire l'alien vert).
Il rencontra le Surfer d'Argent et l'aida à développer un sens de l'humour, puis retourna en vacances sur Terre, avec sa famille. On l'aperçut à l'enterrement de la vie de garçon de Rick Jones.
Dans un épisode, Impy, surpris par l'amour entre Alicia Masters et Ben Grimm, décide de se créer une compagne... à partir de sa propre tête ! Cette copie féminine de lui-même ne semble pas le calmer car il reviendra souvent sur Terre.
Dans un autre épisode, il se crée un monde à lui, qui parodie l'univers des super-héros tel qu'il le comprend : une interminable bagarre sans rime ni raison. Galactus lui-même, affligé de tant de bêtise, vient nettoyer ce monde lamentable à l'aide d'un aspirateur cosmique… mais Impy le recrée dans son dos avec un « na ! » boudeur !
Lors d'un voyage à travers les dimensions, l'équipe de héros Excalibur rencontra un Homme-impossible qui contrôlait une Terre alternative démente, pour son simple divertissement. Compte tenu de ses pouvoirs, il est possible qu’il s’agisse de l’Homme-impossible de la Terre-616, mais cela reste à confirmer.

## Pouvoirs et capacités
L'Homme-impossible a un contrôle total sur ses molécules, ce qui fait de lui un métamorphe très puissant, lui permettant de changer instantanément de forme à volonté pour adopter toutes celles qu’il peut imaginer.
Il semble ne pas avoir de limites réelles quant à la taille, forme ou apparence de ses transformations, bien qu'il ne puisse pas imiter les propriétés d’objets uniques puissants, tel Mjolnir, le marteau de Thor. Sa seule limitation est qu'il ne peut pas changer la couleur verte de son corps et ses yeux mauves. Il semble qu'à l’origine il était capable de modifier ses couleurs, mais il perdit cette faculté avec la disparition de la planète Poppup. Dès qu’il change de forme, il émet un « pop » sonore.
Il peut également se reproduire par scissiparité en deux êtres identiques, ou presque.
Ce qui l'empêche de faire un quelconque usage pratique de ses pouvoirs, c'est qu'il est un individu totalement irrationnel : immature et gamin, l'Homme-impossible ne vit que pour s'amuser. Si, parfois, il lui prend l'envie d'aider les autres, c'est avec un enthousiasme brouillon qui rend son concours généralement désastreux.
En complément de ses pouvoirs, il possède une connaissance encyclopédique de la culture populaire terrienne.
- L'Homme-impossible peut voyager à travers l’espace, l’hyperespace et dans le vide spatial sans aucun équipement particulier. Il peut se passer d'eau, de nourriture et d'oxygène pendant des mois, en ralentissant son métabolisme.
- Par simple volonté, il peut léviter.
- Il a montré que son esprit était hermétique aux télépathes terriens, probablement à cause de la nature collective de ses pensées[1].